# Зелёные жабы
Зелёные жабы (лат. Bufotes) — род бесхвостых земноводных из семейства жаб. Ранее рассматривался в качестве подрода рода Bufo, из которого в 2006 году был выделен в самостоятельный род.

## Описание
Общая длина представителей этого рода колеблется от 8 до 14 см. У значительного числа видов наблюдается половой диморфизм: самки крупнее самцов. По строению тела имеют большое сходство с видами рода Bufo. Отличительными чертами являются более мелкие размеры, расположение паротид и цвет: у Bufotes в окраске преобладает зелёный цвет, а у Bufo — серый.

## Образ жизни
Обитают в лесах, лесостепях и степях. Встречаются на довольно больших высотах в горах — от 700 до 5300 м над уровнем моря. Питаются беспозвоночными, членистоногими и моллюсками. Активны преимущественно в сумерках и ночью.

## Распространение
Ареал рода охватывает Корею, северный и дальний западный Китай, Байкальский регион России и крайнюю западную Монголию на восток через Киргизию и Афганистан, Кашмир, в Иран, Ирак и Западную Европу, Ливан и средиземноморскую Северную Африку.

## Классификация
В род включают 15 видов:
- Bufotes balearicus (Boettger, 1880)
- Bufotes baturae (Stöck, Schmid, Steinlein, and Grosse, 1999)
- Bufotes boulengeri (Lataste, 1879)
- Bufotes cypriensis Litvinchuk, Mazepa, Jablonski, and Dufresnes, 2019
- Bufotes latastii (Boulenger, 1882) — Жаба Латаста
- Bufotes luristanicus (Schmidt, 1952)
- Bufotes oblongus (Nikolskii, 1896) — Среднеазиатская жаба, или данатинская жаба
- Bufotes perrini Mazepa, Litvinchuk, Jablonski, Dufresnes, 2019
- Bufotes pewzowi (Bedriaga, 1898) — Жаба Певцова
- Bufotes pseudoraddei (Mertens, 1971)
- Bufotes sitibundus (Pallas, 1771) — Жаба Палласа[5]
- Bufotes surdus (Boulenger, 1891) — Луристанская жаба
- Bufotes turanensis (Hemmer, Schmidtler & Böhme, 1978)
- Bufotes viridis (Laurenti, 1768) — Зелёная жаба
- Bufotes zugmayeri (Eiselt & Schmidtler, 1973)

## Фото

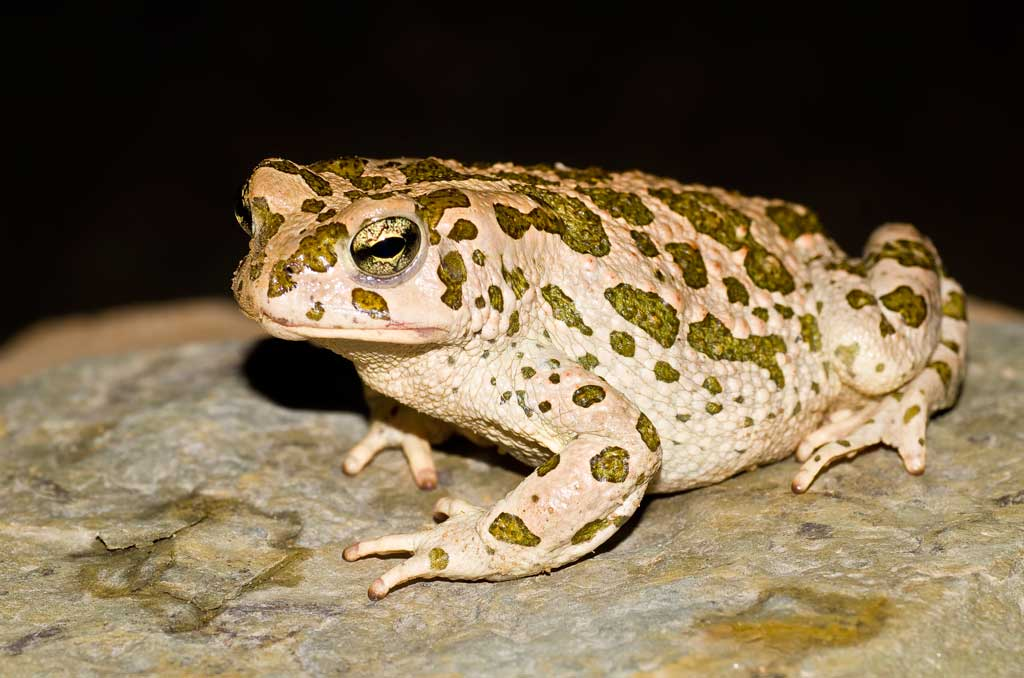
Bufotes boulengeri
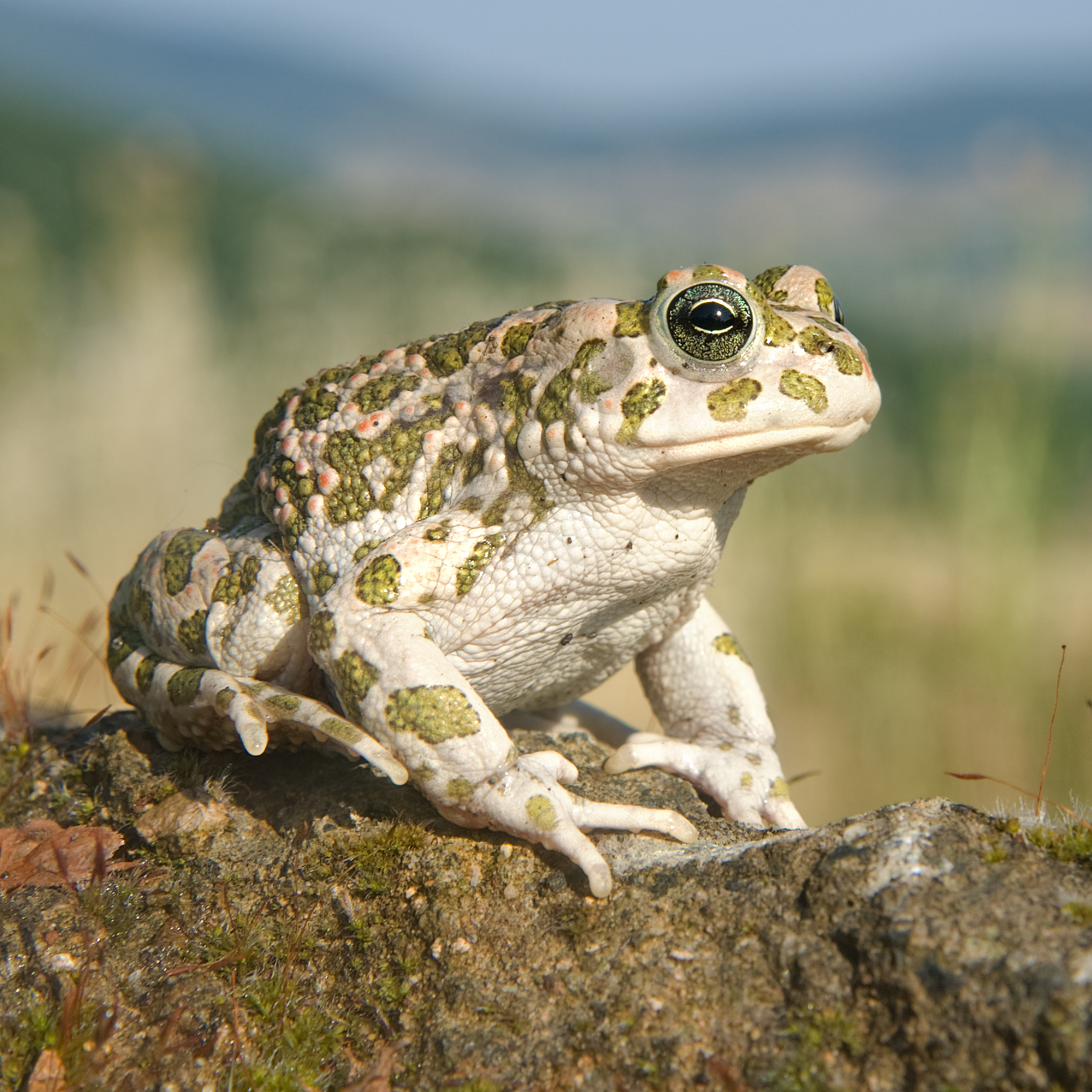
Bufotes balearicus
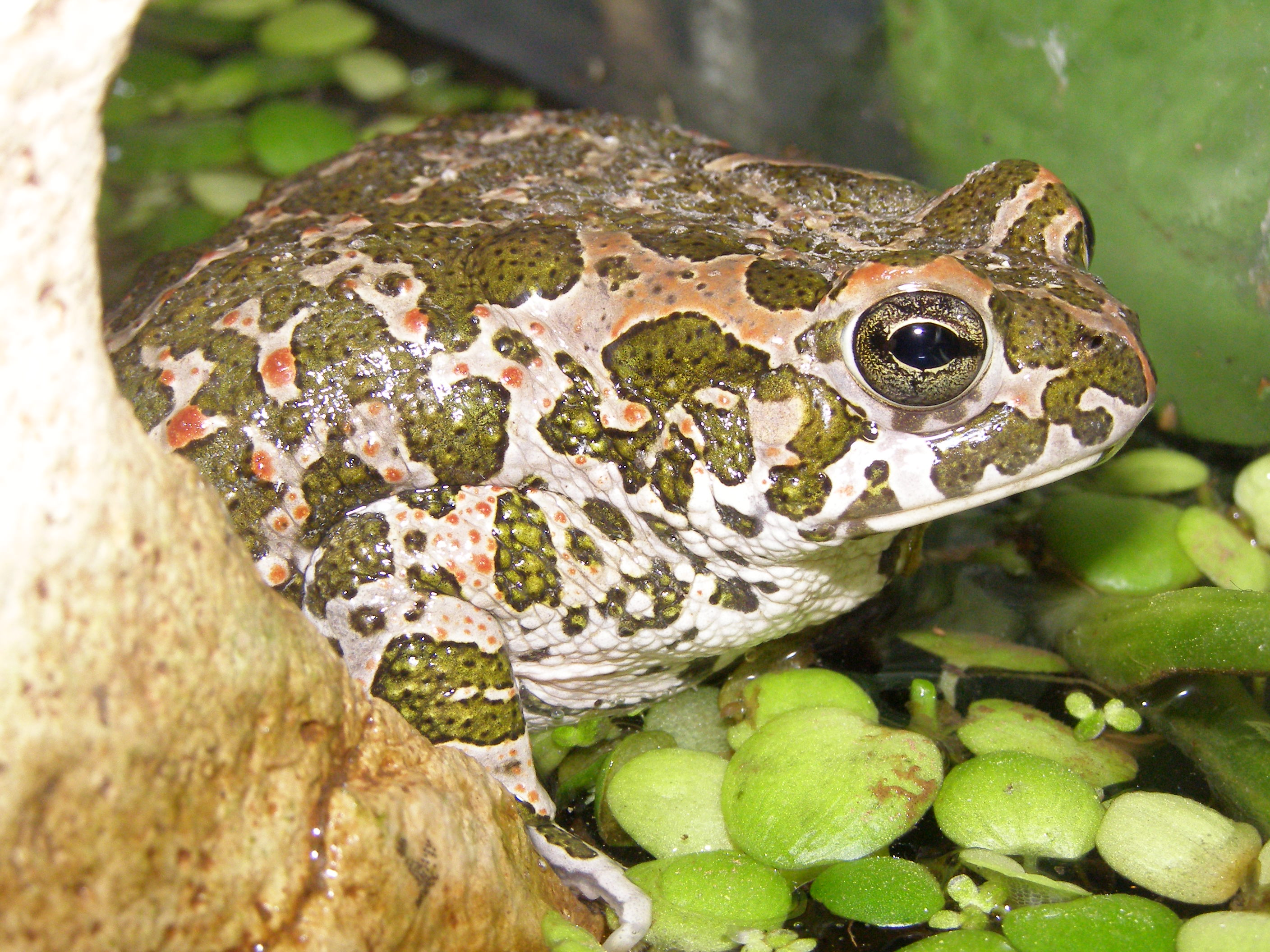
Bufotes siculus
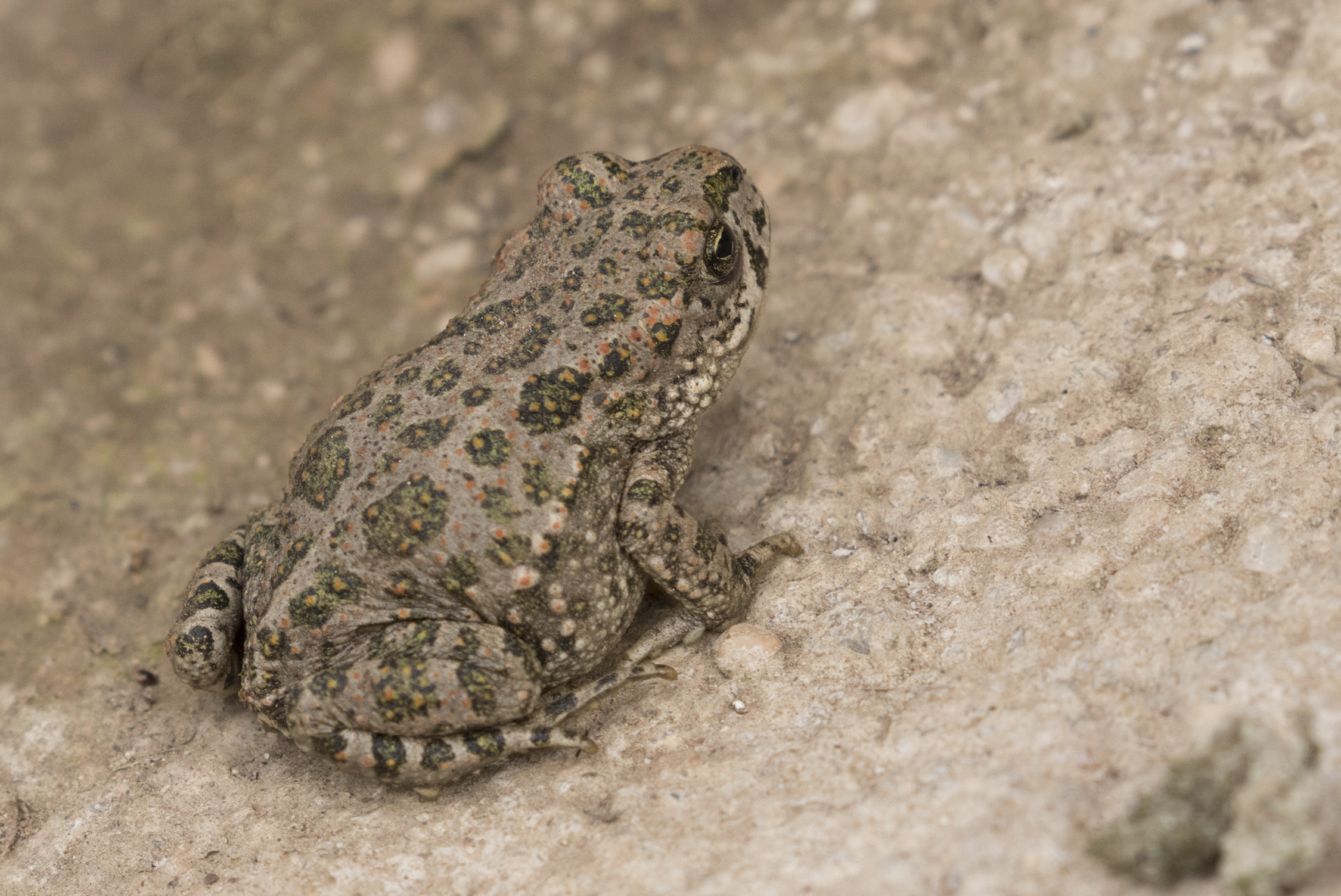
Иранская жаба